# 中论
《中論》（藏文：dbgu ma rtsa ba'i shes rab），又譯為《中觀論》、《中論頌》、《中觀根本論》、《正觀論》，龙树最重要的著作之一，為中觀派的根本論書之一。《中論》為大乘佛教重要理論著作，三论之一，漢傳佛教中的三論宗也以此書為根本典籍（即依“三论”立宗）。

## 概論
根據現存梵文本，中論名為Mūla-madhyamaka-kārikā，由三個單字組成。梵語：是根本的意思。梵語：，是形容詞madhya（中、中間）加上最高級詞尾ma，所形成的單字。意思是最中，或至中。梵語：是一種文體，為一種長行頌偈，用於議論之用，即論頌。可以被直譯為《根本中論頌》。藏傳佛教傳統上認為，所有討論中觀的書籍，都可以稱為中觀論，如十二門論、入中論等，龍樹所著此書，為一切中觀論的根本，所以稱為《根本中觀頌》。
漢傳佛教譯本，時代較早，根本二字還沒被加入，鳩摩羅什直譯為《中論》。至嘉祥吉藏時，改稱為《中觀論》，又稱正觀論。
相傳此論為《無畏論》中的一部份，但現存藏傳《無畏論》，因為其中引用包括提婆等人著作，被考證非龍樹所做，因此這個說法無法被證實。
印順法師根據藏傳佛教傳統，將龍樹的著作，分為兩大類：一為抉擇甚深義者，即「深觀」，包括《中論》、《七十空性論》、《六十如理論》、《迴諍論》等，以論理方式深入諸法實相；二為分別菩薩廣大行者，即「廣行」，包括《大智度論》、《十住毗婆沙論》、《菩提資糧論》、《寶行王正論》、《勸誡王頌》等。中論屬於抉擇深義的著作，印順法師稱其為中觀的方法學。

## 目的
龍樹菩薩在《中論》第一卷的八句偈中開宗明義說到：「不生亦不滅，不常亦不斷；不一亦不異，不來亦不出；能說是因緣，善滅諸戲論；我稽首禮佛，諸說中第一。」接著說此無生（故無滅）的如來藏即是諸法之生因。隨後青目詳細說明了造此中論的目的。
《中論》卷1：問曰：「何故造此論？」答曰：「有人言萬物從大自在天生，有言從韋紐天生，有言從和合生，有言從時生，有言從世性生，有言從變化生，有言從自然生，有言從微塵生。有如是等謬，故墮於無因邪因斷常等邪見，種種說我我所，不知正法。佛欲斷如是等諸邪見令知佛法故，先於聲聞法中說十因緣法及十二因緣法，又為已習行有大心堪受深法者，以大乘法說因緣相；所謂一切法不生不滅不一不異等，畢竟空無所有。如般若波羅蜜中說，佛告須菩提，菩薩坐道場時，觀十二因緣如虛空不可盡。佛滅度後，後五百歲像法中，人根轉鈍，深著諸法；求十二因緣五陰十二入十八界等決定相，不知佛意但著文字。聞大乘法中說畢竟空，不知何因緣故空，即生疑見。若都畢竟空，云何分別有罪福報應等？如是則無世諦第一義諦。取是空相而起貪著，於畢竟空中生種種過。龍樹菩薩為是等故。造此中論。」

## 內容
《中論》有五百頌，是為護持佛陀正法救護眾生，破除外道的“若畢竟空一則無罪福報應”、無因論、自然論等惡見，而闡述的「一切法不生不滅、不一不異、畢竟空無所有」之大乘法。《中論》開篇的八句偈中開宗明義說到：「不生亦不滅，不常亦不斷；不一亦不異，不來亦不出；能說是因緣，善滅諸戲論；我稽首禮佛，諸說中第一。」直接揭示以不生不滅、不斷不常的空性為本的大乘佛教中道的觀行，後為學佛者稱之為八不中道。龍樹菩薩的《中論》即是觀五蘊十二處十八界及其所衍生之諸法而有的兩邊，而論述各邊之過失。例如,《中論》〈觀四諦品第二十四〉:「若一切皆空(空無)，無生亦無滅，如是則無有四聖諦之法。…。空法壞因果，亦壞於罪福，亦復悉毀壞一切世俗法。汝今實不能知空 空因緣，及知於空(空性)義，…。」以此破斥如無如來藏而言的一切緣起性空、一切皆空之斷滅空、斷見論。如一切皆空，即無四聖諦等諸法。以有四聖諦諸法，故知非空。又以此品中之「若一切不空，則無有生滅，如是則無有四聖諦之法。…」破斥常見外道，若一切不空(實有常住)亦有過失如; 無有生滅，沒有無常、也就沒有四聖諦、解脫果、三寶、因果、罪福等。以諸法生滅、無常，故有四聖諦、解脫果…可修可證，故知非不空。此非空、非不空必以本際為本，方有不墮兩邊之中觀可言。又以〈觀四諦品第二十四〉:「以有空義故，一切法得成，若無空義者，一切則不成。……，未曾有一法，不從因緣生，是故一切法，無不是空(義)者。」及〈觀因緣品第一〉:「諸法不自生，亦不從他生，不共不無因，是故知無生。」闡述應以大乘無生法的如來藏為本而說因緣相，即是一切法皆以無生(無生故無滅)法為因而生，破斥無因論、自然論等等之外道諸戲論。
〈觀因緣品第一〉破斥萬法由四緣「因緣次第緣，緣緣增上緣，四緣生諸法，更無第五緣」所生之邪見、謬論，此謬論也被世尊稱之為凡夫妄想，佛言:「大慧！漸次生相續方便，不然。但妄想耳。因(因緣:諸法種子)、攀緣(緣緣)、次第(次第緣)、增上緣等，生、所生故」中。

## 版本
中論的梵文本尚傳流於世，又有漢譯本與藏譯本。現代又被譯為英文、法文、德文版本等。

### 漢譯本
- 姚秦鳩摩羅什譯本。
- 《中论颂：梵藏汉合校·导读·译注》，叶少勇译，中西书局出版社。

### 梵文本
- 《中論》梵文單行全本，現藏哲蚌寺。此外有梵文單行殘本傳世。[19][20]
- 《中論》月稱註本，即《淨明句論》，有梵文本與藏文本留傳於世。
- 《中論》佛護釋本，有梵文殘本傳世。

### 藏譯本
《中論》月稱註本，即《淨明句論》，有梵文本與藏文本留傳於世。

## 注疏
釋本有下列七種：
1. 署名為龍樹，釋《無畏論》(Akutobhaya)。存藏譯本。
2. 青目釋．《中論》，共四卷二十七品。存漢譯本，並轉譯為德﹑英﹑日譯本。
3. 無著著．《順中論》二卷。
4. 安慧釋．《大乘中觀釋論》十八卷
5. 佛護釋．《中觀根本論釋》
6. 清辨釋．《般若燈論》十五卷
7. 月稱釋．《淨明句論（英语：Prasannapada）》(prasannapadā)

西藏亦有中觀學派、唯識学派之二系统，因此《中論》为佛弟子及佛学研究者所珍重，自不待言矣。